# Jordan Sokołow
Jordan Georgiew Sokołow, bułg. Йордан Георгиев Соколов (ur. 18 stycznia 1933 w Sofii, zm. 24 lutego 2016 tamże) – bułgarski prawnik i polityk, doradca prezydenta Żelu Żelewa, minister spraw wewnętrznych w rządzie Filipa Dimitrowa (1991–1992), poseł do Zgromadzenia Narodowego czterech kadencji i jego przewodniczący (1997–2001), jeden z liderów Związku Sił Demokratycznych.

## Życiorys
Ukończył studia prawnicze na Uniwersytecie Sofijskim im. św. Klemensa z Ochrydy. Pracował jako sekretarz w sądzie arbitrażowym (1956–1958), a następnie prowadził własną kancelarię adwokacką w stolicy. W okresie przemian politycznych zaangażował się w działalność polityczną, dołączając do jednej z demokratycznych organizacji politycznych, a także tworząc i przewodnicząc demokratycznemu klubowi adwokatów. Wstąpił też do Związku Sił Demokratycznych.
W 1990 powołany w skład centralnej komisji wyborczej. W latach 1990–1991 był doradcą do spraw prawnych prezydenta Żelu Żelewa. W 1991 po raz pierwszy uzyskał mandat posła do Zgromadzenia Narodowego, z powodzeniem ubiegał się o reelekcję w wyborach w 1995, 1997 i 2001, zasiadając w bułgarskim parlamencie do 2005. W listopadzie 1991 objął urząd ministra spraw wewnętrznych w rządzie Filipa Dimitrowa (jako pierwsza osoba z opozycyjną przeszłością w okresie powojennym). Funkcję tę pełnił do 1992.
W 1994 objął funkcję przewodniczącego parlamentarnej frakcji SDS. Od 1997 do 2001 zajmował stanowisko przewodniczącego bułgarskiego parlamentu. W 2004 odszedł ze swojego ugrupowania, współtworząc Demokratów na rzecz Silnej Bułgarii. Zrezygnował z członkostwa w tej partii w 2011. W 2005 nie kandydował w wyborach parlamentarnych, powracając do praktyki prawniczej.